# Иг-Нобелова награда
Наградите „Иг-Нобел“ (на английски: Ig Nobel Prize, от игра на думи: ignoble – низък, позорен), известни също като антинобелови награди са пародия на Нобеловите награди, които отличават трудове (по-често на истински учени, но понякога и на псевдоучени), които забавляват с безсмислеността си или понякога с абсурдността си.
В български издания често се използва и понятието „Шнобелова награда“, заето от руски език. На руски името на наградата звучи като „Шнобелевская премия“, което също е игра на думи, свързана с комичен атрибут от процедурата за награждаване – шнобел, жаргонна дума за голям нос. Всяка година истински Нобелови лауреати идват в Харвард, за да връчат наградите на лауреатите на антинобелова награда. За церемонията те се дегизират с бутафорни очила, фалшиви големи носове, фесове и подобни.
Първите награди „Иг-Нобел“ са присъдени за „Опити, които не могат или по-добре да не бъдат повтаряни“. Отначало са били връчвани в Масачузетския технологичен институт, а после в Харвардския университет. Наградите се присъждат от американското хумористично списание „Анали на невероятни изследвания“ (Annals of Improbable Research), с участието на клуб на студенти по физика, в началото на октомври, малко преди времето, когато се обявяват и лауреатите на Нобелови награди.
Броят на областите, в които се присъжда наградата „Иг-Нобел“, може да се променя от година на година.

## Удостоени „постижения“

### 1991
- Химия: Жак Бенвенист, от Франция, за хомеопатичното му откритие, че водата има памет.

### 1992
- Археология: наградата е връчена на „Eclaireurs de France“ (френска скаутска организация), редовни заличители на графити, за увреждането на рисунки на бизони от праисторически хора в пещерата Мейриер сюпериор, близо до френското село Брюникел.
- Медицина: Ф. Канда, E. Яги, M. Фукуда, K. Накаджима, T. Ота и O. Наката от изследователския център „Шишейдо“ в Йокохама за тяхното пионерско изследване „Изясняване на химичния състав на веществата, отговорни за лошата миризма на краката“ и най-вече за тяхното заключение, че краката на хората, които си мислят, че краката им миришат, наистина миришат, докато на тези, които не мислят така, не миришат.

### 1993
- Мир: Клонът на компанията „Пепси“ на Филипините, за организирането на състезание, чийто победител е трябвало да стане милионер. Компанията обявява несъществуващ печеливш номер, което изкарва на улиците 800 хиляди потенциални победители. Към тях се присъединяват филипински паравоенни формирования, които за пръв път в историята си са обединени от обща кауза.

### 1995
- Психология: Шигеру Уатанабе, Юнко Сакамото и Масуми Уакита от Университета „Кейо“, за успешните им експерименти да научат гълъби да различават творби на Пабло Пикасо от творби на Клод Моне.

### 1996
- Мир: Жак Ширак, президент на Франция, за честването на 50-ата годишнина от бомбардировките над Хирошима с ядрени опити в Тихия океан.
- Физика: Робърт Матюс, от университета „Астън“, за неговите изследвания на законите на Мърфи, по-специално за доказателството му, че филийката по-често пада върху намазаната си страна, публикувани в „European Journal of Physics“, бр. 16, № 4, 18 юли 1995, стр. 172 – 6.
- Химия: Джордж Гобъл от университета „Пърдю“, за световния му рекорд за запалване на барбекю от 3 секунди, чрез използването на въглища и течен кислород.

### 1997
- Мир: Харолд Хилман от университета в Съри, Англия за неговия усърден и в основата си миролюбив доклад „Вероятната болка, изпитана при екзекуция с различни методи“, публикувана в „Perception“ 1993, бр. 22 стр. 745 – 753

### 1998
- Физика: Дийпак Чопра от Центъра за добър живот „Чопра“ в Ла Хоя, Калифорния, за уникалното тълкувание на квантовата механика и нейните приложения в живота, свободата и икономическото благосъстояние.
- Статистика: Джералд Бейн от болницата „Маунт Синай“ в Торонто и Кери Симиноски от Университета в Алберта, за внимателно проведеното им изследване „Връзка между височината на човек, дължината на пениса му и номера на обувките му“.

### 1999
- Литература: Британския институт за стандартизация, за упътване от шест страници (BS 6008) за правилната употреба на чаша за чай.

### 2001
- Мир: Вилиюмас Малинаюскас от Грутас, Литва, за направата на увеселителен парк „Светът на Сталин“.

### 2002
- Физика: Арнд Лейке от Мюнхенския университет, за доказателството му, че дебелината на пяната на бирата намалява експоненциално с времето.

### 2003
- Биология: К. У. Мьоликер от Природонаучния музей в Ротердам, за първия научно-документиран случай на хомосексуална некрофилия при зеленоглавия паток.

### 2004
- Мир: Дайсуке Инуе от Япония, за изобретяването на караокето, давайки на хората още един начин да се научат да са толерантни едни с други.

### 2005
- Литература: На нигерийските спамъри, за използваните от тях имейли, с които въвеждат милиони потребители на интернет в живота и трагедията на множество персонажи: Генерал Сани Абача, Мисис Сани Абача, Баристър Джон Мбеки и други, които приканват получателя на имейла да дадат малка сума пари, за да получат достъп до голямото наследство на трагичния персонаж, който по различни причини може да получи парите си само с помощта на потребителя.

### 2007
- Авиация: Патрисия Агостино, Сантяго Плано и Диего Голомбек за откритието, че хамстерите се възстановяват по-бързо от ефектите, свързани с часовата разлика, след като им се даде „Виагра“.
- Мир: Строителната лаборатория на военновъздушните сили на САЩ в Дейтън, Охайо, за разработката на „гей бомба“, която трябва да предизвиква хомосексуално поведение във вражеските редици.

### 2008
- Хранене: Масимилиано Дзампини от Университета в Тренто, Италия и Чарлз Спенс от Оксфорд, Великобритания, за това че са модифицирали по електронен начин звука от хрускането на картофения чипс.
- Мир: Швейцарския федерален комитет по етични въпроси и гражданите на Швейцария за това, че са приели закона, че растенията имат достойнство.
- Биология: Мари-Кристин Кадерго, Кристел Жубер и Мишел Франк, доказали, че бълхите, които живеят по кучетата, скачат по-високо от тези, които живеят по котките.
- Археология: Астолфо Дж. Мело Аруджо и Хосе Карлос Марчелино от Университета в Сао Паоло, Бразилия, за това че са изучавали как съдържанието на едно място на разкопки може да се разбърка от действията на броненосеца.
- Медицина: Дан Ариъли, доказал, че скъпите лекарства с плацебо ефект са по-ефикасни от евтините такива.
- Когнитивни науки: Тосиюки Накагаки, Хироясу Ямада, Рьо Кобаяси, Ацуси Таро, Акио Исигуро и Агота Тот, доказали, че амебоподобни организми, които живеят в калта, могат да решават пъзели.
- Икономика: Джефри Милер, Джошуа Тибур и Брент Джордан, доказали, че месечният цикъл на професионална еротична танцьорка влияе на бакшишите, които тя получава.
- Физика: Дориан Раймер и Дъглъс Смит, доказали, че всяка купчина косми или някакви нишки неизбежно ще се разбърка и омотае и ще образува топче.
- Химия: Шари А. Умпере, Джозеф А. Хил, Дебора Дж. Андерсън, за откритието им, че „Кока-Кола“ е ефективен спермицид, и Хун Чуаню, Се Чачан, У Пайфън и Цзян Бинин за откритието им, че това не е така.
- Литература: Дейвид Симс от Великобритания за неговото изпълнено с любов съчинение „Копеле такова: художествено изследване на недоволството в една организация“.

### 2009
- Биология: Фумиаки Тагучи, Сон Гуофу и Чан Гуанглеи от медицинското училище към Университет „Китасато“, Сагамихара, Япония за демонстрацията, че кухненските отпадъци могат да се редуцират с повече от 90% (като маса) чрез използването на бактерия, извлечена от изпражненията на гигантската панда.[4][5]
- Химия: Хавиер Моралес, Миел Патига и Виктор Кастано от Националния автономен университет на Мексико за създаването на полупроводниковия материал diamond film от текила.[6][7]
- Икономика: Изпълнителните и други директори, както и одиторите на четирите исландски банки – „Кайптинг банк“, „Ландсбанки“, „Глинтир банк“ и Централната банка на Исландия – за демонстрацията, че малките банки бързо могат да се трансформират в големи и обратното (както и за демонстрацията, че подобни неща могат да бъдат приложени за цялата национална икономика).
- Литература: Ирландската полиция за вписването и представянето на над 50 пътни акта на поляк с името Prawo Jazdy. Г-н Jazdy е бил смятан за най-честия пътен нарушител в Ирландия, докато разследването не открива факта, че „Prawo Jazdy“ е „пътно свидетелство“ (шофьорска книжка) на полски.[8]
- Математика: Гидеон Гоно, управител на „Зимбабвийската резервна банка“, за даването възможност на хората по прост и ежедневен начин да се справят с големи числа, чрез печатането на банкноти с деноминации, вариращи от 1 цент до хиляда билиона зимбабвийски долара.
- Медицина: Доналд Ънгъл от Таузънд Оукс, Калифорния, САЩ, за изследването на възможната причина за артрита на пръстите чрез изпукване на пръстите само на лявата, но не и дясната си ръка в продължение на 50 години.[9]
- Мир: Стивън Болингел, Стефен Рос, Ларс Ойстерхелвег, Майкъл Тали и Бит Кнубул в университета в Берн, Швейцария, с определянето дали е по-добър ударът в главата с пълна или с празна бутилка.[10]
- Физика: Катрин Уиткъм от университета в Синсинати, Даниел Либерман от Харвард и Лиза Шапиро от Тексаския университет, всички от САЩ, за аналитичното определяне защо бременната жена не се преобръща/прекатурва.[11]
- Публично здраве: Елена Боднар, Рафаел Лии и Сандра Марийан от Чикаго, САЩ, за изобретяването на сутиен, който може бързо да бъде превърнат в чифт газови маски – една за жената, която носи сутиена, и друга за стоящия до нея.[12]
- Ветеринарна медицина: Катрин Дъглас и Питър Руилнсън от Нюкасъл Юнивърсити, Великобритания, за това, че успяват да покажат, че кравите с имена дават повече мляко от безименните крави.[13]

## 2011
- Биология: Дарил Гуайн и Дейвид Ренц – откриват, че даден вид бръмбари се чифтосват с бутилки от определен вид австралийска бира. При това бръмбарите толкова се съсредоточват в усилията си да се чифтосат с бутилките, че или умират на силното слънце, или биват изядени от изгладнели мравки, или се налага учените да ги махнат физически от бутилките.[14]
- Физика: Филип Перен, Сирил Перо, Доминик Девитер, Бруно Рагару (Франция) и Херман Кингма (Холандия) – отговарят на въпроса защо състезателите, които хвърлят диск, получават замайване, а онези, които хвърлят чук, не получават. Хвъргачите на чук съсредоточват погледа си в една точка, а хвъргачите на диск не го правят.[15]
- Химия: Макото Имаи, Наоки Урушихата, Хидеки Танемура, Юкинобу Таджима, Хидеаки Гото, Коичиро Мизогучи и Юничи Мураками – определят идеалната плътност на носеното от вятъра уасаби. Това знание позволява изобретяването на противопожарна аларма с уасаби, която ще буди спящи хора в случай на пожар.[16]